# بوسه دزدکی
بوسه دزدکی یا بوسه پنهانی (انگلیسی: The Stolen Kiss) یک نقاشی از ژان اونوره فراگونار نقاش فرانسوی سبک روکوکو می‌باشد که به سال ۱۷۸۶ طرح گردید.
نقاشی به تصویر می‌کشد یک صحنهٔ عاشقانه و رمانتیک را در حالی که یک مرد به شکل خودسرانه و دزدکی از زنی بوسه‌ای بر می‌گیرد، این پرترهٔ فراگونار در اختیار مجموعهٔ هرمیتگ سنت پترزبورگ می‌باشد، نقاشی مربوط به دورهٔ عجیب و غریب یا همان روکوکو می‌باشد و بسیار مورد علاقهٔ ثروتمندان هنردوست بود.

## جزئیات نقاشی
فراگونار در این نقاشی به تصویر می‌کشد یک بوسهٔ پرشور میان دو معشوقه را، یک خانم جوان در لباس کِرِم رنگ ابریشمی شب‌نشینی که یک جلسه را مخفیانه و به خاطر دیدن یک مرد (معشوقه‌اش) ترک کرده، ترکیبات این نقاشی مورب است که بر اساس محور تقارن خم شدن فیگورها شکل گرفته و طراحی شده،
شال گردن و درب بالکنی که از بیرون گشوده شده از جمله عناصر متمایز در این نقاشی است و عنصر تکمیلی پایانی، میزی است که شال گردن بر روی آن رها شده، این نقاشی ارائه‌گر مجموعه‌ای از ترکیب و تضاد بین رنگ‌ها و سایه‌ها است که در تقاطع فضایی پیچیده هستند.
این نوع از نقاشی فراگونار نمایش‌دهندهٔ نوع تمایلات جنسی و شهوانی و همین‌طور میل آتشین برای حماقت‌های عاشقانه است که قبل از انقلاب فرانسه در میان طبقات اشراف بسیار محبوب و متداول بود، فراگونار معمولاً صحنه‌های شهوت‌انگیز را در بیشتر آثارش به کار گرفته و در این نقاشی به تصویر می‌کشد یک بوسهٔ به سرقت رفته در محیط اطراف اشراف را، جزئیات همگی لوکس هستند که در میان آنها می‌توان به ابریشم و توری، فرش با الگوی گل‌ها، پارچهٔ ابریشم، شال نفیس و بانوان زیبایی که از در دیگر که باز است قابل مشاهده هستند اشاره داشت.